# Флаг Родников
Флаг Роднико́в — официальный символ муниципального образования «Городское поселение Родники» Раменского муниципального района Московской области Российской Федерации.
Утверждён 31 января 2008 года и внесён в Государственный геральдический регистр Российской Федерации под номером 3839.
Составлен на основе герба городского поселения Родники по правилам и соответствующим традициям вексиллологии и отражает исторические, культурные, социально-экономические, национальные и иные местные традиции.

## Описание
Прямоугольное зелёное полотнище с отношением ширины к длине 2:3, несущее вдоль нижнего края синюю волнистую полосу габаритной шириной в 5/18 ширины полотнища и воспроизводящее фигуры герба поселения: четыре белых стилизованных фонтана на синей полосе и в центре полотнища белую раскрытую книгу, держат передними лапами две жёлтые норки.

## Обоснование символики
Основная фигура — белая раскрытая книга, которую с двух сторон поддерживают передними лапами две стоящие норки. Композиция показывает то, что, жизнь посёлка связана с Научно-исследовательским институтом пушного звероводства и кролиководства (НИИПЗК) имени В. А. Афанасьева и опытно-производственным звероводческим хозяйством «Родники».
Синяя полоса, на которой изображены четыре родника, отражает название поселения, делая композицию флага гласной.
Жёлтый цвет (золото) символизирует богатство, стабильность, уважение, интеллект, солнечное тепло.
Белый цвет (серебро) символизирует чистоту, совершенство, мир, взаимопонимание.
Зелёный цвет — символизирует природу, здоровье, молодость, жизненный рост; отражает богатство посёлка зелёными насаждениями.
Синий цвет — символизирует честь, благородство, духовность, возвышенные устремления.